# ボルテックス・リング・ステート
ボルテックス・リング・ステート (英語: vortex ring state)、あるいは、セットリング・ウィズ・パワー (英語: settling with power)は、ヘリコプターの飛行中に発生することがある危険な状態であり、ローターがボルテックス・リング・システムに巻き込まれたときに発生し、揚力が極めて減少する原因となる。本質的には、ヘリコプターが自分自身のダウンウォッシュに落ち込むことである。この状態になると、ローターのパワーを増やしても、ボルテックス（渦）の動きを増大させるだけで、揚力を増やすことが出来なくなる。この状態は転換式航空機のティルトローター、ティルトウイング等でも発生し、V-22 オスプレイの事故の一つは、これが原因だった。

## 説明

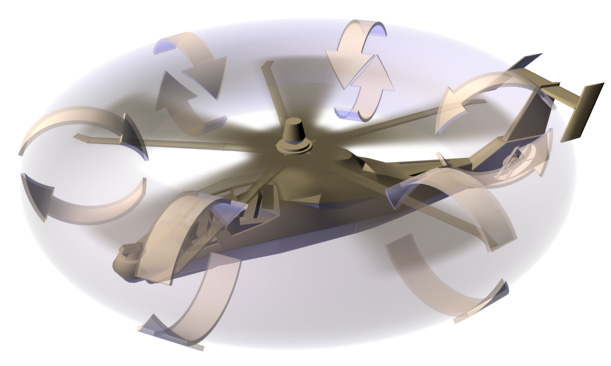
曲がった矢印は、ローター・ディスクのまわりの空気の循環を表している。このヘリコプターはRAH-66 コマンチである。

前方へ飛行しているとき、空気の上向きの流れ（上昇流）は軸付近には発生しない。前向きの対気速度が減少し、垂直方向の降下率が増大すると、軸およびローター・ブレードを固定しているエリアには翼面が無いので、上昇流が発生しはじめる。上昇流の量が増大すると、ローター・ブレード内側の部分に誘起される上向きの流れが（下向きの流れに）勝ってしまい、軸に近い部分のローター・ブレードは失速を始める。軸に近い部分が失速すると、ローターの先端のボルテックスに似た新たなボルテックスが、ローター・システムの中心に発生する。この内側のボルテックスが、揚力の合計を減少させ、降下率を増大させる原因となる。加速された状態では、内側と外側のボルテックスが互いを増大させはじめ、ローター・ブレードのピッチ・アングルをどんなに増加させても、この二つのボルテックスの相互作用を強化するだけになってしまう。こうして、さらに降下率が増大する。この状態では、そのヘリコプターは自分自身のダウンウォッシュの中で操縦することになり、降下する空気の中を落ちていくことになる。この状態の認識や対処をヘリコプターのパイロットが誤ると、高い降下率を招き、墜落する可能性がある。

### 発生
ヘリコプターがボルテックス・リング・ステートに陥るのは、ふつう、以下のような場合である：
- ホバリング限界高度を超えた高度で地面効果外ホバリングをしようとしたとき
- 高度を正確に維持せずに地面効果外ホバリングをしようとしたとき
- 追い風を受けながらの、または急角度での着陸進入によって、対気速度がほとんどゼロにまで落ちてしまったとき

### 検出と対処
セットリング・ウィズ・パワーの兆候は、メイン・ローター・システムの振動と、それに続く降下率の増大であり、場合によってサイクリックの効きの悪化をともなう。
シングルローターのヘリコプターの場合、ローターブレードのピッチ・アングルを調整するサイクリック・コントロールを前に動かし、わずかに機首を下げて前方に進むようにすることで、ボルテックス・リング・ステートを抜け出すことが出来る。タンデムローターのヘリコプターの場合、横向きのサイクリックおよびペダルの操作で、抜け出すことが出来る。機体は「きれいな空気」(整流) の中を飛行するようになり、揚力を再び得ることが出来る。
代替手段のヴィシャール・リカバリー・テクニックを用いれば、より少ない高度低下で、より迅速に回復できる。スイス連邦民間航空局の検査官であるクロード・ヴィシャールによって開発されたこの新しい技法は、影響を受けていないテール・ ローターの推力を使用して、少なくともローター直径と同じ距離、機体をサイドスリップさせるものである。これはテール・ローターからの横方向の推力を増加させ、サイクリックとコレクティブでバランスをとることで回転しないようにするものと考えられるが、メイン・ローターの方が操舵に対する反応が遅いため、実際に行う順序は逆になる。つまり、コレクティブを上昇出力まで上げ、サイクリックをテール・ローターの推力の方向 (機体がメイン・ローターの回転方向と反対に回転する方向) に15～20° のバンク角が生じるまで操作し、その間の方向をペダルで維持 (クロス・コントロール)することになる。ローター・ディスクがボルテックスの境界部に到達すると、回復が完了する。

## パイロットの対応
ヘリコプターのパイロットは、一般的に、低い対気速度の場合に降下率を注意深く監視することによって、セットリング・ウィズ・パワーを避けるように教育される。
セットリンク・ウィズ・パワーに遭遇した場合は、サイクリックを前に操作してこの状態を抜け出すか、コレクティブ・ピッチを小さくするように教育される。前または横に進むようにすると、それ自体がこの状態を緩和する効果があるのに対し、コレクティブ・ピッチを小さくしてパワーを減らすと、それに依存しているボルテックスの大きさが小さくなるので、この状態から抜け出すのに必要な時間の合計を減らすことが出来る。しかし、この状態はしばしば地表の近くで発生するので、コレクティブピッチを減らすことは選択肢とすべきでない。この状態から抜け出す前に、降下率が高まるのと比例して高度を失い、墜落してしまう。場合によっては、ボルテックス・リング・ステートに遭遇したとき、乱流のせいでサイクリック・コントロールが効かなくなることがある。この場合、パイロットの最後の手段は、ボルテックス・リング・ステートからローター・システムが抜け出すように、オートローテーションに移行することかもしれない。

### タンデムローターのヘリコプター
タンデムローターのヘリコプターは、サイクリックを前に操作しても、セットリング・ウィズ・パワーによる降下を止めることはできない。このようなヘリコプターは、対気速度を上げるときはコレクティブ・ピッチの差を利用するようになっているからである。したがって、ペダルの操作と一緒にサイクリックを横に操作することによって、機体を横にスライドさせてボルテックス・リング・ステートの乱流から抜け出す。